# Ашера (кошка)
Аше́ра (англ. ashera) — порода кошек, представленная в 2007 году, которая оказалась давно известной породой саванна.
Согласно заявлениям биотехнологической компании Lifestyle Pets, «ашера» — одна из подвидов самых крупных из домашних кошек по анализу 2015 г., названная в честь богини Ашеры, может достигать веса 14 кг и в длину 1 метра, гипоаллергенная. Одна из самых дорогих пород кошек (первоначально цена котёнка доходила до 22 000—27 000 $). Стоимость кошки в США — $1500, за пределами — дороже. Покупка кошки вне очереди становится возможной за $6000.
Заявлялось, что порода была выведена Lifestyle Pets в 2007 году на основе генов африканского сервала, азиатской бенгальской кошки и обычной домашней кошки. Что оказалось недалеко от правды. Тест ДНК доказал, что «ашера» на самом деле является классическим представителем породы саванна, выведенной в США в начале 1980-х годов в результате скрещивания африканского сервала и домашней бенгальской кошки, которая, в свою очередь, является гибридом обычной домашней и дикой бенгальской кошек.
В фотографиях «ашер» узнал своих питомцев Крис Ширк, заводчик кошек породы саванна в Пенсильвании (США). Покупатель кошек у Ширка являлся сотрудником компании Lifestyle Pets, без разрешения мошеннически выдавший этих кошек и их фотографии за новую породу. Американская компания «US Fish and Wildlife» провела расследование, в ходе которого у предполагаемых родителей «ашеры» были взяты образцы крови для проведения анализа теста ДНК и доставлены в официальную государственную судебную лабораторию Нидерландов. Результаты официального теста ДНК полностью подтвердили сообщённую Крисом Ширком информацию.